# Uunarteq
Uunarteq (antigamente: Kap Tobin) é uma localidade abandonada no município de Sermersooq, na costa leste da Gronelândia. Está localizado na Península Liverpool Terra, a aproximadamente 7 km a sul de Ittoqqortoormiit.

## História
O estabelecimento foi fundado em 1926 por pescadores e suas famílias. Em 1947 foram erguidos um telégrafo e uma estação meteorológica. Trabalhavam cerca de 20 pessoas na estação meteorológica. No seu auge, residiam 120 pessoas no assentamento. A aldeia também construíu uma estação sísmica que esteve em funcionamento até 1960, quando foi encerrada. Uunarteq foi abandonada em meados da década de 1980, quando sua estação meteorológica tinha fechado. Hoje as restantes casas servem de abrigo para alguns residentes de Ittoqqortoormiit. A última família deixou o assentamento em 2004.